# Wastewater-Based Epidemiology
La Wastewater-Based Epidemiology (WBE) o epidemiologia basata sulle acque reflue o sorveglianza basata sulle acque reflue o estrazione di informazioni chimiche sulle acque reflue è uno strumento epidemiologico indirizzato alla ricerca di sostanze tossiche alimentari e specifici prodotti di escrezione umane nelle acque reflue. Esso, inoltre, è potenzialmente in grado di agire come approccio complementare agli attuali sistemi di sorveglianza delle malattie infettive, diventando un sistema di allarme rapido per eventuali focolai di malattia.
L'indagine si esegue misurando entità chimiche o biologiche (biomarcatori) nelle acque reflue generate dalle persone che contribuiscono al bacino di un impianto di trattamento delle acque reflue o wastewater treatment plant (WWTP). La WBE da dei risultati che sono riferiti ad aggregati di popolazione. Si tratta di un'attività interdisciplinare che si avvale del contributo di specialisti come operatori di impianti, chimici analitici ed epidemiologi. L'epidemiologia basata sulle acque reflue è comunemente utilizzata per stimare l'uso di droghe illecite nelle comunità o nelle popolazioni, ma può essere utilizzata per misurare il consumo di alcol, caffeina, farmaci e altri composti.

## Storia

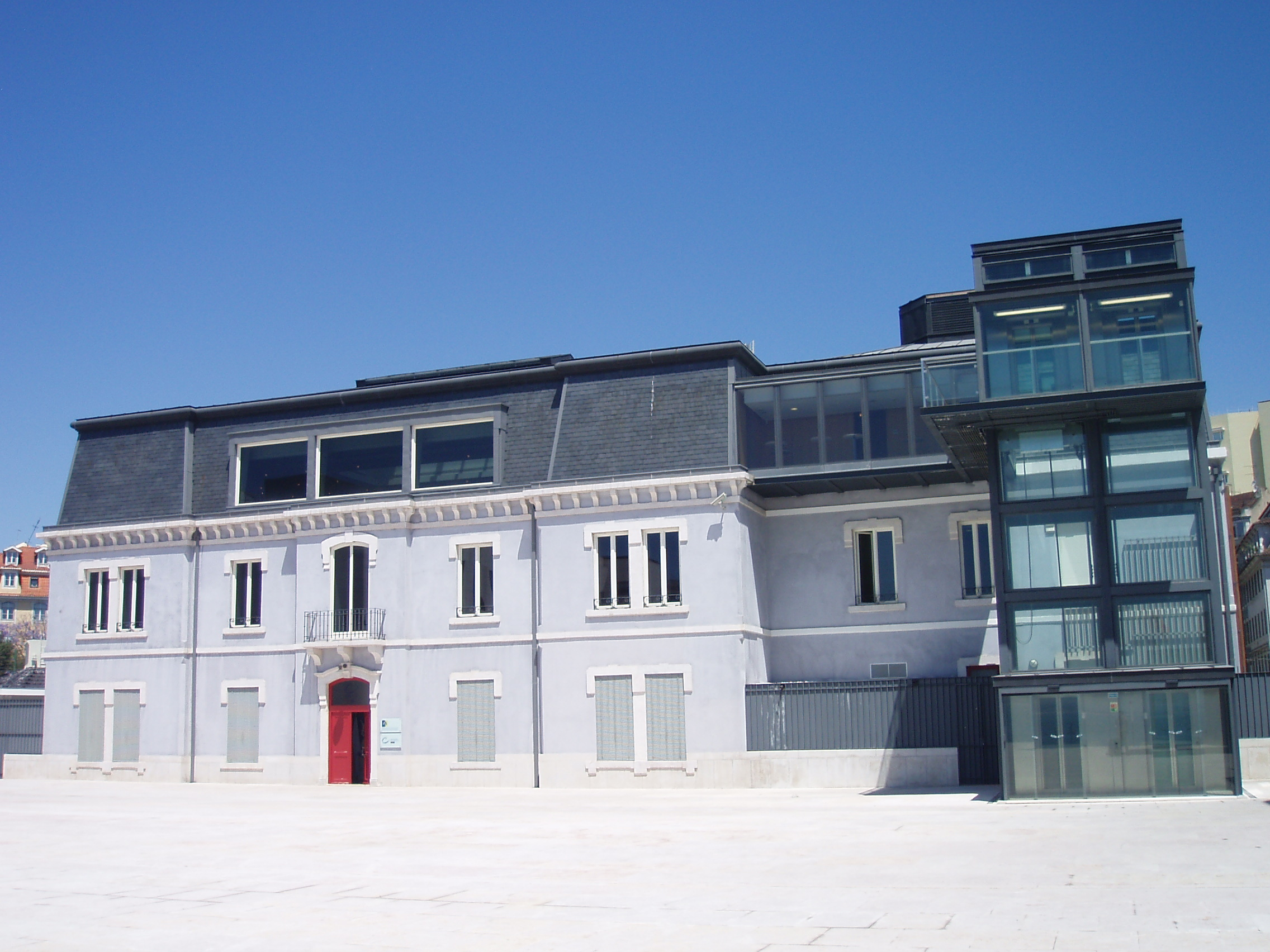
Uno dei due edifici dell'Osservatorio europeo delle droghe e delle tossicodipendenze (OEDT) a Lisbona, Portogallo.

La WBE ha destato l'attenzione non solo per la possibilità di controllare la trasmissione oro-fecale di agenti patogeni, ma anche sull'uso delle acque reflue come strumento epidemiologico. Ciò anche perché l'analisi dei soli campioni clinici non può prevedere i focolai in modo tempestivo o identificare facilmente i portatori asintomatici. Inoltre, utilizzando gli approcci di sorveglianza classici, quando manca una buona capacità diagnostica, come nel caso dell'epidemia di SARS-CoV-2 del 2019-2021, si hanno difficoltà nella valutazione della portata epidemiologica della malattia.
La prima volta che fu adoperata questa metodica fu nel 2008, in campioni di acqua del fiume Po, da parte dei ricercatori dell'Istituto di ricerche farmacologiche "Mario Negri" di Milano che ha estratto e quantificato con successo la cocaina sia nelle acque reflue che nelle acque superficiali per indagare sull'uso di tale sostanza nella comunità oggetto dello studio.
Da allora la metodica è andata sviluppandosi, arrivando ad essere utilizzata in più paesi per misurare il consumo di varie sostanze chimiche. L'epidemiologia basata sulle acque reflue è stata sostenuta da enti governativi come l'Osservatorio europeo delle droghe e delle tossicodipendenze; controparti simili in altri paesi, come l'Australian Criminal Intelligence Commission e le autorità cinesi utilizzano comunemente l'epidemiologia basata sulle acque reflue per monitorare il consumo di droga nelle loro popolazioni.
Essa è un approccio relativamente consolidato per la ricerca del consumo di droghe da parte di una popolazione, ma in realtà sembra essere un promettente strumento di indagine epidemiologica per la ricerca di esposizione a:
- determinati agenti (pesticidi, prodotti per la cura personale, inquinanti organici persistenti e agenti patogeni),
- incidenza di malattie specifiche (diabete, allergie, stress ossidativo e cancro),
- determinazione di alcune conseguenze sullo stile di vita (esposizione a prodotti per l'igiene personale, consumo di sostanze dopanti o prodotti per il trattamento della disfunzione erettile),
- conoscenza di fattori ambientali come l'aumento della temperatura nell'ambiente.

Questa metodica permette di conoscere attraverso le acque reflue l'impronta digitale delle attività umane; inoltre, essa permette di conoscere l'emergenza di nuove malattie epidemiche a livello di comunità riuscendo a monitorarle in modo completo e in tempo reale.

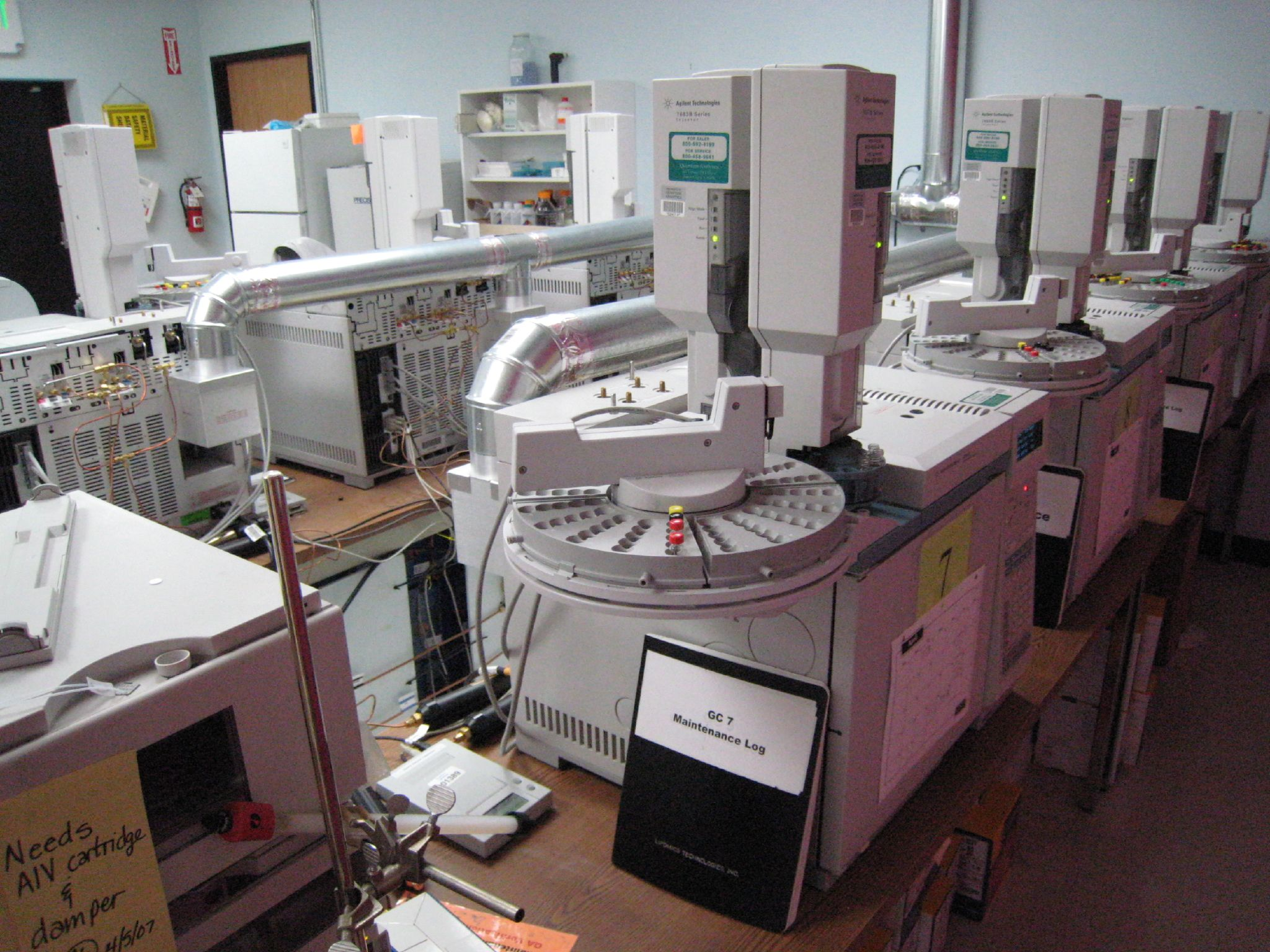
Laboratorio di Gascromatografia

Le fonti d'acqua che possono essere analizzate sono quelle che rientrano nel bacino delle aree urbane esaminate e possono includere acque superficiali, fonti di acqua domestica e acque reflue. L'analisi si effettua sui composti chimici e/o biologici, presenti in queste acque, tra questi composti abbiamo: 
- sostanze tossiche alimentari,
- specifici prodotti di escrezione umana (ad esempio metaboliti o sostanze chimiche formate endogenamente a seguito di una esposizione a e/o malattie).

Il primo esempio mondiale di utilizzo di questa metodica per l'isolamento del SARS-CoV-2, è avvenuto nel 2020 in Australia; le copie di RNA virale sono state isolate ed enumerate utilizzando la reazione a catena della polimerasi quantitativa della trascrittasi inversa (RT-qPCR) risultante da due rilevamenti positivi effettuati nell'arco di sei giorni presso lo stesso impianto di trattamento delle acque reflue (WWTP).

## Principio

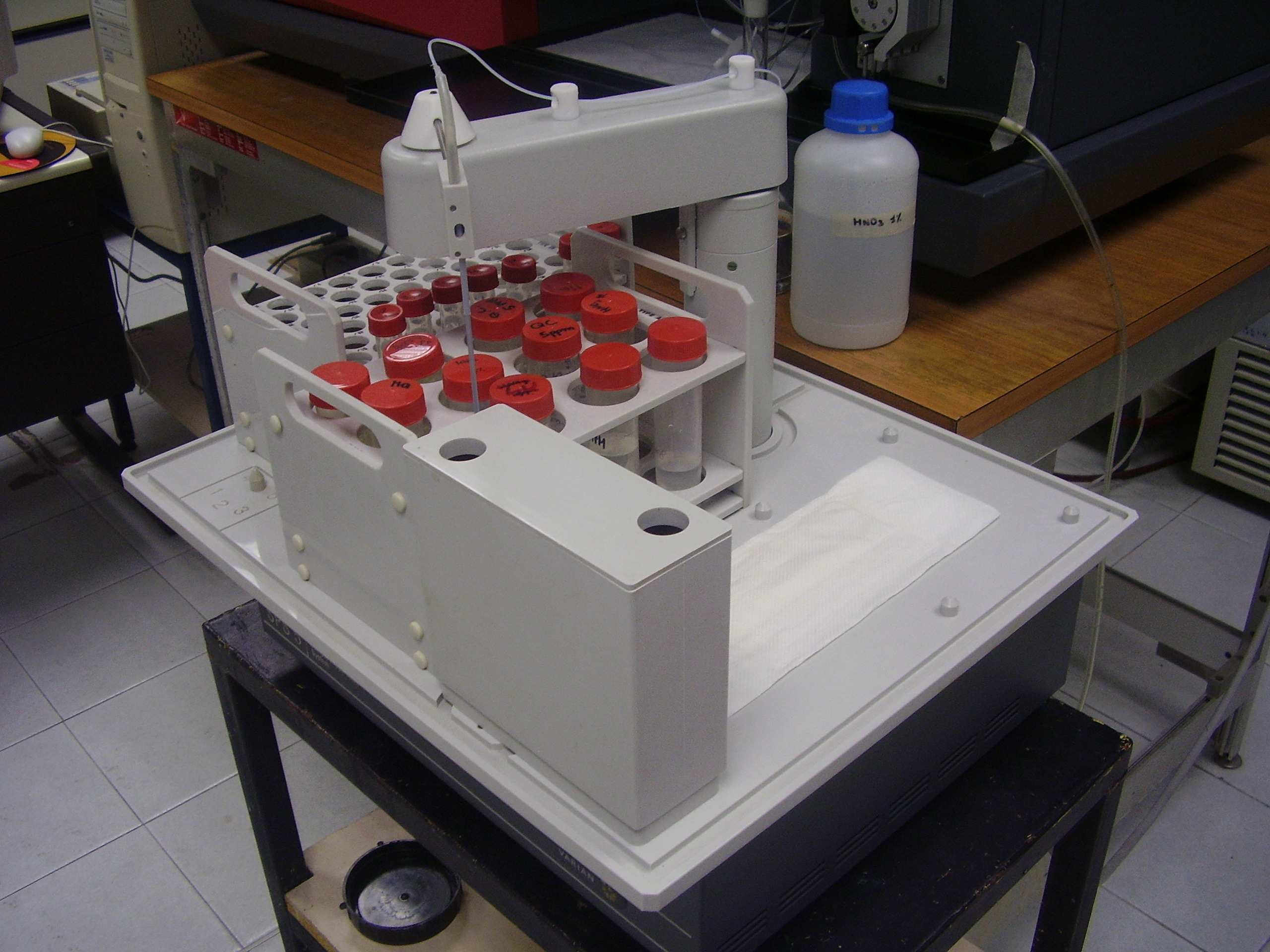
Un autocampionatore

L'epidemiologia basata sulle acque reflue può essere paragonata all'analisi delle urine su scala comunitaria. I composti di piccole molecole consumati da un individuo possono essere escreti nelle urine e/o nelle feci sotto forma del composto originario invariato o di un metabolita. Nelle comunità con fognature reticolate, questa urina si combina con altri rifiuti, inclusa l'urina di altri individui mentre viaggiano verso un impianto di trattamento delle acque reflue. Le acque reflue vengono campionate all'ingresso dell’impianto di trattamento, prima che abbia inizio il loro trattamento. Ciò è idealmente fatto con dispositivi di autocampionatore che raccolgono campioni compositi di flusso o tempo di 24 ore. Questi campioni contengono informazioni biochimiche o biomarcatori di tutte le persone che contribuiscono al bacino di un impianto di trattamento delle acque reflue.
I campioni raccolti vengono inviati a un laboratorio, dove vengono utilizzate tecniche di chimica analitica (ovvero cromatografia liquida-spettrometria di massa) per quantificare i composti di interesse. Questi risultati possono essere espressi in carichi pro capite utilizzando le informazioni relative sia al volume di acque reflue del campione raccolto sia all’ampiezza della popolazione servita dall’impianto di trattamento delle acque reflue. I risultati possono essere ulteriormente espressi come carichi pro capite quando si considera la popolazione servita da un impianto di trattamento delle acque reflue.
| {\displaystyle {\text{Consumo giornaliero}}={\frac {R\times F\times C}{P}}} |
| Dove R è la concentrazione di un residuo chimico in un campione di acque reflue, F è il volume di acque reflue rappresentato dal campione, C è un fattore di correzione che riflette la massa media e la frazione di escrezione molare di un farmaco originario o di un metabolita, e P è il numero di persone in un bacino idrografico. Variazioni o modifiche possono essere apportate a C per tenere conto di altri fattori come la degradazione di una sostanza chimica durante il suo trasporto nel sistema fognario. |

### Aspetti temporali
Analizzando i campioni prelevati in diversi momenti temporali, è possibile valutare le tendenze quotidiane a lungo termine. Questo approccio ha mostrato tendenze come l'aumento del consumo di alcol e droghe ricreative nei fine settimana rispetto all'inizio settimana. Uno studio epidemiologico temporale basato sulle acque reflue a Washington ha misurato campioni di acque reflue prima, durante e dopo la legalizzazione della cannabis. Confrontando il consumo di cannabis nelle acque reflue con le vendite di cannabis attraverso punti vendita legali, lo studio ha mostrato che l'apertura di punti vendita legali ha portato a una diminuzione della quota di mercato del mercato illegale.

### Aspetti spaziali
È possibile stabilire differenze nel consumo di sostanze chimiche tra luoghi diversi quando vengono utilizzati metodi comparabili per analizzare campioni di acque reflue da luoghi diversi. L'Osservatorio europeo delle droghe e delle tossicodipendenze conduce regolarmente test multi-città in Europa per stimare il consumo di droghe illegali. I dati di questi sforzi di monitoraggio vengono utilizzati insieme a metodi di monitoraggio più tradizionali per comprendere i cambiamenti geografici nelle tendenze del consumo delle droghe.

### Vantaggi e svantaggi
| Vantaggi                                                                                         | Svantaggi                                                                         |
| ------------------------------------------------------------------------------------------------ | --------------------------------------------------------------------------------- |
| Definisce le tendenze spaziali e temporali di una infezione nella popolazione                    | La selezione dei biomarcatori può rappresentare una sfida tecnologica.            |
| Tempestività (potenziale in tempo reale con biosensori nell'impianto di trattamento delle acque) | La stabilità dei biomarcatori nelle acque reflue può essere un problema.          |
| Le informazioni sono riferite a tutta la popolazione in esame                                    | Incertezze relative al contributo della popolazione e dei flussi di acque reflue. |
| Non richiede approvazione di comitati etici                                                      | Intervallo di tempo significativo tra la raccolta e l'analisi dei dati.           |
| Permette di determinare utilmente organismi patogeni (batteri e virus)                           | --                                                                                |
| Marcatori biochimici della risposta fisiologica (come i biomarcatori dell'infiammazione)         | --                                                                                |
| Marcatori di intervento e la loro risposta biologica (farmaci e loro metaboliti)                 | --                                                                                |
| Permette di determinare utilmente marcatori di resistenza antimicrobica                          | --                                                                                |

## Utilizzi

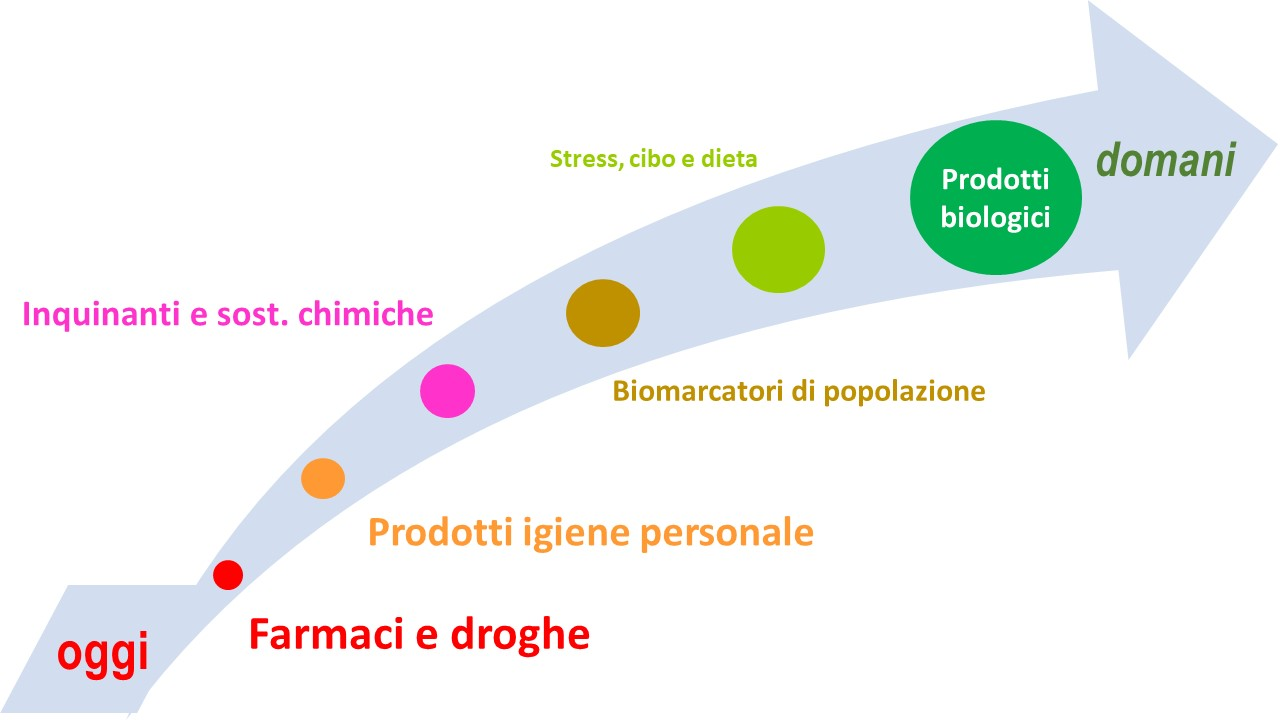
Wastewater-based epidemiology: passato, presente e futuro, i possibili sviluppi futuri

Le sostanze chimiche comunemente misurate dalla WBE includono droghe illecite come cocaina e metanfetamina, droghe lecite come tabacco e caffeina, prodotti farmaceutici e prodotti per la cura personale come i filtri solari. Esposizione a sostanze chimiche come interferenti endocrini o ritardanti di fiamma possono anche essere misurati, così come le sostanze chimiche idrofobiche che si dividono in particolato.
Infine, vi sono anche interessanti prospettive teoriche che indicano la possibilità di ricercare i biomarcatori della dieta.

### WBE e marcatori socioeconomici
In una pubblicazione del 7 ottobre 2019 pubblicata sulla rivista Proceedings of the National Academy of Sciences (PNAS) da parte di ricercatori dell'Università del Queensland, si sono studiati biomarcatori nelle acque reflue correlando i risultati con parametri sociali, demografici ed economici delle rispettive popolazioni. I risultati di questo studio, unico nel suo genere, danno suggerimenti importanti che vanno al di la degli aspetti sanitari, indicando le potenzialità della ricerca epidemiologia effettuata attraverso lo studio delle acque reflue; inoltre lo studio nelle acque reflue mirato ai costituenti della dieta suggerisce che la disparità nella dieta è associata al livello di istruzione del campione esaminato. Infatti, i biomarcatori del consumo di caffeina, agrumi e fibre alimentari avevano forti correlazioni positive con l'indice che misura il vantaggio e lo svantaggio socioeconomico relativo. Al contrario la ricerca nelle acque reflue dei biomarcatori: tramadolo, atenololo e pregabalin mostravano una forte correlazione negativa con il sopraindicato indice. L'atenololo e l'idroclorotiazide erano correlati positivamente con l'età media del campione esaminato come ampiamente prevedibile, mentre il consumo di caffeina è associato ad aspetti della capacità economica e al livello di istruzione, mostrando (nella realtà australiana) che il consumo di caffeina è maggiore nei gruppi socioeconomicamente avvantaggiati.
In molti paesi il maggior uso di oppioidi è associato a risultati scolastici limitati, reddito familiare inferiore e altri comportamenti di abuso di sostanze; questi dati coincidono con i nostri risultati relativi al descrittore dell'indice socioeconomico per area considerato. Tuttavia, l'uso di metadone, codeina, ossicodone e tramadolo non era associati all'età del bacino, cosa che può essere considerata un indicatore dell'algesia. Inoltre ancora, oppioidi, antidepressivi, anticonvulsivanti e atenololo possono essere considerati un buon indicatore del disagio socioeconomico.
Il biomarcatore considerato per il consumo di alcolici non è correlato con l'età ma invece è correlato con una condizione sociodemografica avvantaggiata. L'uso del tabacco, invece, potrebbe essere più elevato tra le persone socialmente isolate mentre esso è più basso nella classe medio-alta. Per i FANS va fatta una distinzione tra quelli a lunga durata di azione come il naprossene o i FANS retard (più adatti al dolore cronico) e quelli a breve durata d'azione (più adatti al dolore acuto) come l'ibuprofene. I primi erano correlati con un consumo più coerente con il dolore conico che prevale nelle fasce avanzata di età; mentre i secondi non sono correlati nel loro consumo con l'età o con indicatori socieconomici particolari. Infine, gli antipertensivi mostravano un uso uniforme in diversi gruppi sociodemografici, così anche gli antibiotici e i dolcificanti.

### WBE e biomarcatori genetici di malattia

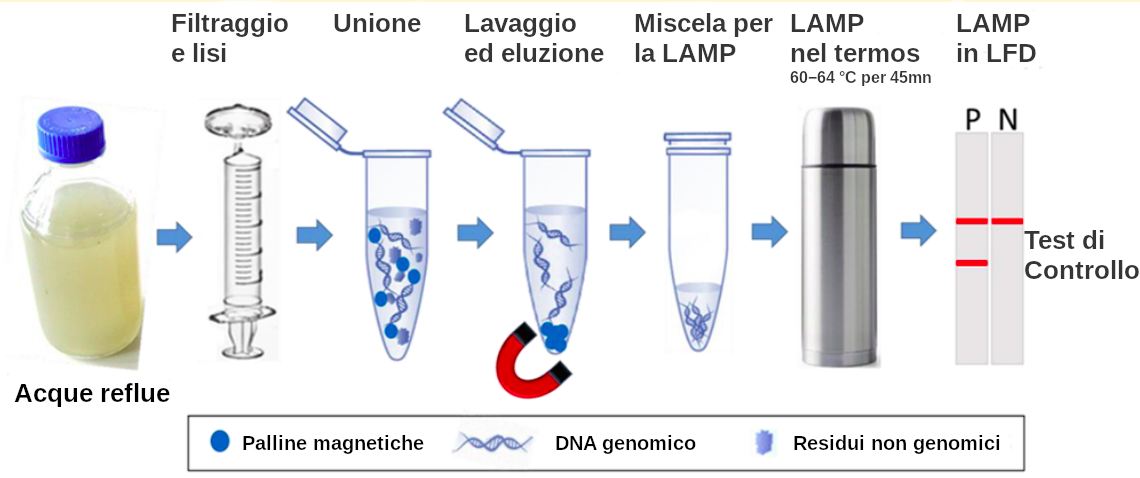
Metodica LAMP applicata alle acque reflue.

La WBE può essere usata come una semplice piattaforma per il monitoraggio quantitativo dei biomarcatori genetici all'interno di una comunità servita dall'impianto di trattamento delle acque reflue considerato.
Utilizzando il dosaggio LAMP, si è in grado di quantificare rapidamente il DNA mitocondriale umano (mtDNA) che ha una dimensione di ∼16,5 kb ed è presente in più copie nei singoli mitocondri. Il dosaggio della amplificazione isotermica mediata dal loop (LAMP) permette di rilevare fino a 40 copie di mtDNA (DNA mitocodriale) dal DNA umano, con una gamma dinamica da 40 copie a 40 000 copie per reazione con biomarcatori di acidi nucleici. Individuato opportunamente in campioni di acque reflue non trattate questo dosaggio può fornire un utile modello di biomarcatore di popolazione associato alla carcinogenesi, in particolare per i tumori mammari, renali e gastrici; con risultati rapidi e semplici da ottenere.

### WBE e biomarcatori endogeni del metabolismo
Tra i biomarcatori endogeni specifici per il metabolismo umano, solo la creatina è usata per valutare lo stato di salute di una popolazione con la tecnica WBE; una ricerca suggerisce che anche la ricerca nelle acque reflue di acido 5-idrossiindolacetico (5-HIAA), cortisolo e androstenedione; pur con problemi di stabilità, può essere molto utile per valutare epidemiologicamente la salute delle popolazioni.

### WBE e virus sorveglianza
La metodica WBE può anche fornire allarmi precoci nei confronti di focolai di virus patogeni comuni come l'epatite A, il poliovirus e il norovirus, ed insieme a questi virus anche virus che appartengono alle famiglie Adenoviridae, Astroviridae, Caliciviridae, Coronaviridae, Flaviviridae, Hepeviridae, Herpesviridae, Matonaviridae, Papillomaviridae, Parvoviridae, Picornaviridae, Poxviridae, Retroviridae e Togaviridae.

Simbolo di pericolo per materiale pericoloso WHMIS Classe D-3: materiale infettivo a rischio biologico

Programmi sistematici di sorveglianza delle acque reflue per il monitoraggio degli enterovirus, vale a dire il poliovirus, sono stati istituiti già nel 1996 in Russia. Uno studio del 2013 su campioni di acque reflue archiviati dai Paesi Bassi ha trovato l'RNA virale dell'Aichivirus-A in campioni di acque reflue olandesi risalenti al 1987, due anni prima della prima identificazione dell'Aichivirus A in Giappone.
L'analisi delle acque reflue è stata dall'OMS per la prima volta riconosciuta come uno strumento importante per la sorveglianza del poliovirus, secondo un documento dal titolo: Global Polio Surveillance Status Report 2019. Il documento indica l'importanza della WBE specialmente nelle situazioni in cui mancano i metodi di sorveglianza tradizionali o dove si sospetta la circolazione o l'introduzione di un nuovo virus. Sempre l'OMS a partire dal 5 agosto 2020 (in una pubblicazione pre-print disponibile su medRxiv al settembre 2020) riconosce la sorveglianza delle acque reflue di SARS-CoV-2 come una fonte potenzialmente utile di informazioni sulla prevalenza e sulle tendenze temporali di COVID-19 nelle comunità, sottolineando che le lacune nella ricerca, come le caratteristiche della diffusione virale, dovrebbero essere affrontate grazie alla WBE. L'epidemiologia dei virus basata sulle acque reflue ha il potenziale per informare sulla presenza di focolai virali quando o dove non si sospetta. L'epidemiologia basata sulle acque reflue è stata utilizzata in vari paesi come metodo complementare per valutare il carico di COVID-19 nelle popolazioni. Uno studio sulle acque reflue, condotto durante la pandemia COVID-19, ha utilizzato la metodica qPCR e/o RNA-Seq.
Studi con il poliovirus indicano che la metodica WBE ha una sensibilità molto alta, infatti, può rilevare una persona infetta su 10.000, consentendo di individuare i segni del virus prima che le persone comprese nel comprensorio analizzato si ammalino. Inoltre, è stato stimato il vantaggio temporale nel rilevamento del virus SARS-CoV-2 in una popolazione; il vantaggio è di circa una settimana rispetto al rilevamento con i metodi di campionamento umano, tamponi e test rapidi; cosa che garantirebbe un preavviso considerevole delle dinamiche di infezione.
Programmi regolari di sorveglianza per il monitoraggio del SARS-Cov-2 nelle acque reflue sono stati istituiti in popolazioni di paesi come Canada, Cina, Paesi Bassi, Singapore, Spagna e Stati Uniti.

#### WBE e SARS-CoV-2
La sorveglianza basata sulle acque reflue è un approccio promettente per il monitoraggio proattivo delle epidemie. Il SARS-CoV-2 viene eliminato nelle feci all'inizio del decorso clinico e infetta una vasta popolazione asintomatica, rendendolo un bersaglio ideale per il monitoraggio basato sulle acque reflue. La tecnologia del sequenziamento dell'rRNA full-16S, permette di migliore sostanzialmente la metodica della Wastewater-Based Epidemiologia per più facilmente prevedere e risolvere i focolai di COVID-19.
Le feci possono rimanere positive per SARS-CoV-2 anche quando il tratto respiratorio diventa negativo e l'interazione con il tratto gastrointestinale pone una serie di domande sulle acque reflue e sui suoi trattamenti. Ciò malgrado non è stata trovata alcuna prova della trasmissione di COVID-19 attraverso questa via (al settembre 2020), malgrado ciò la WBE potrebbe essere vantaggiosamente sfruttato come strumento di preallarme di focolai epidemici. Una ricerca indica come i casi positivi stimati dai titoli virali delle acque reflue è di ordini di grandezza maggiore del numero di casi confermati clinicamente; questo facilità le autorità a comprendere meglio la progressione il tasso di mortalità e la progressione della malattia. Pazienti coreani con COVID-19 in quarantena hanno mostrato che la diffusione del virus nelle feci è persistita fino al giorno 50 dopo la diagnosi anche nei pazienti con malattia o senza sintomi gastrointestinali; suggerendo che pure la trasmissione oro-fecale potrebbe essere una via di trasmissione del SARS-CoV-2 anche in pazienti con malattia asintomatica o lieve, senza sintomi gastrointestinali.

Modello di trasmissione oro-fecale

Inoltre, l'analisi delle acque reflue può essere utilizzata per identificare le tendenze nella trasmissione della malattia prima della segnalazione di casi clinici e può far luce sulle caratteristiche dell'infezione che sono difficili da individuare nelle indagini cliniche, come le dinamiche di diffusione virale precoce. Inoltre ancora, la rilevazione di SARS-CoV-2 nelle acque reflue nelle prime fasi della diffusione di COVID-19 evidenzia l'importanza di questa strategia come indicatore precoce dell'infezione all'interno di una popolazione specifica. Suggerendo ciò l'importanza di attuare nei comuni questo tipo di strumento di sorveglianza epidemiologica.
Il primo rilevamento di SARS-CoV-2 in acque reflue non trattate in Italia è avvenuto in campioni raccolti tra febbraio e aprile 2020 dagli impianti di trattamento delle acque reflue di Milano e Roma. Confermando come 6 campioni su 12 sono risultati positivi, ed in particolare si è osservato in un campione di acque reflue di Milano raccolto pochi giorni dopo il primo caso italiano notificato di SARS-CoV-2 autoctona. Lo studio italiano conclude sostenendo che: «la WBE ha il potenziale per essere applicata a SARS-CoV-2 come strumento sensibile per studiare le tendenze spaziali e temporali della circolazione del virus nella popolazione». Risultati analoghi sono stati trovati nella Repubblica Ceca.
Ricercatori della Repubblica Ceca hanno trovato nelle acque reflue non trattate di 33 impianti di trattamento la presenza di RNA di SARS-CoV-2 nell'11,6% dei campioni e in oltre il 27,3% degli impianti WWTP veniva trovato ripetutamente.
Uno studio ha esaminato il possibile utilizzo della sorveglianza delle acque reflue dell'RNA SARS-CoV-2 dai sistemi di igienizzazione delle compagnie aeree e delle navi da crociera e il suo potenziale utilizzo come strumento di gestione della salute pubblica per la epidemia di COVID-19. Visto l'alto numero di falsi negativi sia dai test sulle acque reflue sia dai test clinici con tampone, i ricercatori di questo studio suggeriscono che le due strategie potrebbero essere utilmente impiegate insieme per massimizzare la probabilità di rilevare infezioni da SARS-CoV-2 tra i passeggeri.
A partire dal 5 agosto 2020, l'Organizzazione mondiale della sanità riconosce la sorveglianza delle acque reflue di SARS-CoV-2 come una fonte potenzialmente utile di informazioni sulla prevalenza e le tendenze temporali di COVID-19 nelle comunità, sottolineando che le lacune nella ricerca come le caratteristiche della diffusione virale dovrebbero essere affrontate con la WBE. Regolari programmi di sorveglianza per il monitoraggio del SARS-Cov-2 nelle acque reflue sono stati istituiti in popolazioni di paesi come Canada, Cina, Paesi Bassi, Singapore, Spagna e Stati Uniti.
Ricercatori cileni hanno individuato una significativa modifica del microbioma rilevato con la WBE, su ambienti confinati come case di cura, penitenziari e RSA, è associato a manifestazioni gastrointestinali e queste manifestazioni sembrano precedere il rilevamento di SARS-CoV-2 nelle acque reflue. Suggerendo che il microbioma delle acque reflue può essere applicato come indicatore della sorveglianza SARS-CoV-2 a livello comunitario, anticipando ulteriormente il rilevamento del SARS-CoV-2 dalle acque reflue.
A partire dal 2020 ricerche indicano l'utilità della WBE nell'individuare in anticipo, anche di due mesi, le varianti virali rispetto al manifestarsi della sintomatologia clinica di queste nella popolazione.
La capacità di diagnosi precoce con la WBE migliora sostanzialmente in presenza di un numero crescente di casi non segnalati. In uno studio condotto a Salonicco al culmine della pandemia a metà novembre 2020, il numero di casi non segnalati ha raggiunto un massimo di circa 4 volte il numero di casi segnalati.
L'utilità della WBE è confermata da uno studio pubblicato sulla rivista Nature nel febbraio 2022, dove è stata usata per monitorare nella città di New York (NYC) la presenza di nuove varianti. in questa ricerca è stato usato il sequenziamento mirato, esso può fornire un'elevata copertura delle regioni epidemiologicamente informative del genoma e, soprattutto, può rivelare quali polimorfismi sono collegati, consentendo così di tenere traccia delle varianti di preoccupazione SARS-CoV-2 (VOC) nelle comunità. Questa ricerca ha permesso di individuare e comprendere «come la diversificazione della selezione può portare all'emergere di nuove varianti resistenti all'immunità acquisita naturalmente o indotta dal vaccino». Tra le ipotesi a conferma di questa ricerca si pensa vi sia la possibilità che questi lignaggi derivino da infezioni umane COVID-19 non campionate o che indichino la presenza di un serbatoio animale non umano.

#### WBE vs WWW-BE
Uno studio di un ricercatore dell'University of Zimbabwe, pubblicato sulla rivista Sci Total Environ il 1 febbraio 2022 (presentato alla rivista nel settembre 2021), suggerisce come l'uso dello strumento di supporto decisionale basato su acque reflue (servizi igienici in loco, sistemi fognari comunali), rifiuti solidi ed epidemiologia basata sull'acqua grezza/non trattata e potabile (WWW-BE) aiuti a comprendere meglio l'epidemiologia del COVID-19 nei paesi a basso reddito. I materiali da studiare sarebbero in dettaglio: 
- acque reflue da strutture sanitarie condivise in loco,
- rifiuti solidi inclusi fanghi fecali provenienti da sistemi sanitari in loco senza risciacquo, e dispositivi di protezione individuale COVID-19 (DPI),
- acqua grezza/non trattata e i sistemi di approvvigionamento di acqua potabile.

Infatti la presenza del virus SARS-CoV-2 come contaminante è stata trovata nelle acque reflue, materiali solidi/rifiuti (carta, metalli, tessuti, plastica) e acque superficiali grezze/non trattate, acque sotterranee e acqua potabile; ambienti questi che fungono da potenziali serbatoi che ricevono e ospitano il SARS- CoV-2, per poi trasmetterlo agli umani. Ciò rende meno costosa la ricerca del virus rispetto ai kit analitici personali (tamponi). Nello studio si conclude riconoscendo che esistono alcune lacune nelle conoscenze dell'eventuale applicazione di questa nuova tecnologia: la WWW-BE acronimo di Wastewater, waste, and water-based epidemiology.

#### Metodica di rilevamento dell'RNA virale

Diagramma della reazione PCR dimostra che l'amplificazione porta alla crescita esponenziale di un prodotto corto affiancato dai primer

Una metodica standardizzata per la ricerca del materiale genomico del virus SARS-CoV-2 è stata approntata dalla Promega, un'azienda di biotecnologie, con l'ambizione di rappresentare una soluzione a basso costo per monitorare i focolai di COVID-19. La metodica prevede una serie di passaggi:
1. Raccolta di campioni: i campioni di acque reflue nelle fogne, sono raccolti dove l'acqua defluisce in un unico punto del sistema fognario.
2. Pastorizzazione: i campioni di acque reflue raccolti vengono pastorizzati a 60 °C per inattivare eventuali patogeni vivi.
3. Concentrazione di virus: il virus viene concentrato utilizzando un metodo di precipitazione del glicole polietilenico 8000, con filtrazione centrifuga o ultracentrifugazione.
4. Estrazione dell'RNA: i metodi di estrazione (manuali, automatizzati o ad alto rendimento) vengono utilizzati per purificare l'RNA virale dal materiale virale concentrato.
5. Quantificazione dell'RNA: l'RNA viene quantificato per garantire che la quantità e la qualità appropriate dell'RNA in ingresso vengano utilizzate per l'analisi a valle.
6. Amplificazione RT-qPCR: l'RNA viene trascritto inversamente in DNA complementare (cDNA) e amplificato tramite PCR quantitativa utilizzando set di primer per geni nucleocapsidici (N1 / N2) o geni envelope (E).
7. Analisi dei dati: i risultati vengono analizzati e confrontati con i livelli di carica virale in atto nelle aree di raccolta.

Un altre metodica è state studiata da ricercatori italiani che hanno sviluppato un nuovo test RT-PCR annidato (~ 1500 bps) per rilevare più cambiamenti nucleotidici che determinano mutazioni chiave della proteina spike distintive delle principali varianti circolanti di SARS-CoV-2, comprese le tre varianti più preoccupanti 20I/501Y.V1 (Regno Unito), 20H / 501Y.V2 (Sudafrica) e 20 J / 501Y.V3 (Brasile), nonché la variante 20E.EU1 (Spagna). Ciò rende molto alto il potenziale contributo della WBE per esplorare le varianti del SARS-CoV-2.
Inoltre ancora, è stato sviluppato un nuovo metodo economico e conveniente chiamato: "Sewage, Salt, Silica and SARS-CoV-2" (4S), metodo che utilizza matrici per la cattura dell'RNA a base di silice con reagenti a base di cloruro di sodio (NaCl) e etanolo questo metodo consente di recuperare sei volte più SARS-CoV-2 RNA dalle acque reflue rispetto al metodo basato sull'ultrafiltrazione.
Un altro metodo efficace, economico e semplice prevede l'uso del tampone di Moore, esso è utile per gli ambienti istituzionali e potrebbe essere implementato, in caso di risorse limitate, per identificare i cluster emergenti di COVID-19 nelle comunità; pur non conoscendo ancora quale deve essere la frequenza di campionamento ottimale, e così anche la corretta durata dell'immersione e la migliore procedura di elaborazione del tampone; occorre ancora standardizzare meglio questa tecnica versatile ed economica.

### WBE e droghe illecite

#### Stupefacenti
La tecnologia WBE può essere utilizzata anche nei paesi con economie non avanzate per la ricerca di droghe illecite in reti fognarie locali ben gestite e mantenute, oltre alla ricerca di altri prodotti come pesticidi, alcol, ritardanti di fiamma, nicotina e altre sostanze. Questa tecnologia è utile anche perché fornisce dati tossicocinetici per gli stupefacenti usati localmente che si prevede o si sa che emergeranno nei paesi sviluppati.
Un'ampia letteratura internazionale impiega la metodica WBE per determinare il consumo nella popolazione dei prodotti chimici, ed in particolare le droghe illecite.
È stata pubblicata nel ottobre 2020 una prima metanalisi, condotta da ricercatori iraniani, finlandesi e turchi, in grado di stimare il grado e il tasso di consumo di droghe illecite attraverso studi sulla WBE su 37 sostanze; essa ha fornito la classifica generale delle droghe illecite in base al loro tasso di consumo aggregato:
- tetraidrocannabinolo o cannabis (7417,9 mg / giorno / 1 000 persone)>
- cocaina (655,7 mg / giorno / 1 000 persone)>
- morfina (384,9 mg / giorno / 1 000 persone)>
- metanfetamina (296,2 mg / giorno / 1 000 persone)>
- codeina (222,7 mg / giorno / 1 000 persone)>
- metadone (200,2 mg / giorno / 1 000 persone)>
- 3,4-metilendiossimetamfetamina (MDMA) (126,3 mg / giorno / 1 000 persone)>
- anfetamina (118,2 mg / giorno / 1 000 persone)>
- 2-etilidene-1,5-dimetil-3, 3-difenilpirrolidina (EDDP) (33,7 mg / giorno / 1 000 persone).

Una ricerca condotta in Sicilia in due impianti di riciclo acque reflue, da parte di ricercatori dell'Università di Palermo, ha rilevato come la popolazione esaminata, circa 545 000 abitanti, consumi 1,6 e 23,4 dose 1000 ab-1 giorno -1 di cocaina e cannabis rispettivamente. In Corea del Sud una ricerca analoga condotta in 5 città durante il periodo di Natale e Capodanno del 2012-13 ha mostrato un consumo di metanfetamina come tasso di consumo medio stimato pari a 22 (mg / giorno / 1 000 persone); un valore stimato da 4 a 80 volte inferiore ai tassi di consumo medi stimati nelle città dei paesi occidentali, con tassi di utilizzo nelle città più piccole superiori (2-4 volte) rispetto alla media. Uno studio canadese invece indica che le dimensioni e la demografia dei centri abitati possono influenzare i modelli di abuso di droghe.

#### Ormoni anabolizzanti
Nel 2019 in Australia è stato usato come "metodo di intelligence" la ricerca di ormoni steroidi in campioni di acque reflue, campioni che sono stati raccolti per un periodo di cinque anni da due impianti di trattamento delle acque reflue nel Queensland. I risultati hanno indicato che 9 composti anabolizzanti sono escreti da 3 a 104 mg per 1000 individui al giorno.
Inoltre, in occasione di eventi sportivi è stato rilevato, in una ricerca olandese del 2018 utilizzante la tecnica WBE, la presenza nelle acque reflue, e quindi l'uso, delle sostanze dimagranti come efedrina, norefedrina, dimetilamilammina e 2,4-dinitrofenolo; l'uso di questi stimolanti era visibile appena prima e durante i giorni dell'evento e in quantità maggiori rispetto agli steroidi anabolizzanti.

#### Nootropi
Uno studio polacco suggerisce di ricercare con la WBE la presenza di nootropi come: metilfenidato, modafinil e piracetam spesso usati a scopo stimolante. Infatti queste sostanze sono spesso abusati dagli studenti come sostanze "dopanti per il cervello".

#### Inibitori della fosfodiesterasi PDE5
I farmaci inibitori della fosfodiesterasi di tipo 5 (5PDE), presente nei corpi cavernosi, sono comunemente usati per il trattamento della disfunzione erettile. Ricerche indicano che la ricerca tramite la tecnica WBE di queste sostanze permette di capire che la presenza di queste nelle acque reflue è ben maggiore rispetto ai dati sulle prescrizioni mediche per la disfunzione erettile; ciò indicherebbe un consumo illecito di farmaci contraffatti o di vendite di farmacie online non autorizzate. I farmaci: sildenafil, vardenafil e tadalafil e i loro metaboliti sono stati ricercati nelle acque reflue di Amsterdam e di altre due città olandesi, ciò in una ricerca del 2016 progettata per verificare eventuali consumi ricreativi degli stessi. La ricerca non ha confermato il modello di consumo ricreativo di questi farmaci non mostrando durante la settimana e i fine settimana differenze tra i livelli dei farmaci e dei loro metaboliti nelle acque reflue. Inoltre la ricerca ha mostrato che la scadenza del brevetto del Viagra a fine del 2013 ha portato ad un aumento delle vendite e del consumo di sildenafil.

#### Alcol e/o nicotina
La ricerca sulle acque reflue tramite la WBE è uno strumento emergente per il monitoraggio della salute pubblica; essa permette di avere l'opportunità di raccogliere informazioni sulla salute pubblica dalle acque reflue in modo anonimo, economico e quasi in tempo reale. Uno studio multicentrico europeo ha mostrato che esiste una variazione significativa nei periodi di campionamento per l'uso di nicotina e alcol. Sia per la nicotina che per l'alcol è stato rilevato un aumento dell'uso durante il fine settimana, mentre solo per l'alcol si è visto un diverso modello di utilizzo durante la settimana.
Una ricerca australiana ha evidenziato che il consumo di queste sostanze nelle città rurali era da tre a quattro volte superiore a quello delle comunità urbane. Uno studio cinese del 2020 ha mostrato che il consumo di alcol e tabacco nella Cina urbana su base pro capite è a un livello medio rispetto ad altri paesi. Le stime WBE del consumo di tabacco erano relativamente comparabili con i risultati delle indagini tradizionali e delle statistiche sulle vendite. 

### WBE e micotossine
Le micotossine sono comunemente presenti negli alimenti, ma rappresentano per la loro provata tossicità un serio problema per la salute umana. Gli studi di biomonitoraggio umano (ricerca sul singolo individuo) (HBM), l'analisi dei prodotti alimentari e le indagini dietetiche comunemente impiegati per la loro ricerca sono costosi e richiedono tempo. L'epidemiologia basata sulle acque reflue (WBE) può integrare gli strumenti consolidati di monitoraggio dell'esposizione. Infatti in una ricerca italo/spagnola, del gennaio 2020, si è rilevato come le stime per l'assunzione di micotossine con la WBE erano molto vicine a quelle riportate negli studi HBM. Ciò indica come la WBE possa integrare gli studi HBM per valutare l'assunzione umana di classi specifiche di micotossine, aiutando così a identificare i rischi per la salute umana. Tra le micotossine più importanti per la salute umana abbiamo diverse sostanze: aflatossina, citrinina (CIT), fumonisina, tricotecene, ocratossina-A (OTA), zearalenone. Uno studio belga, utilizzando la WBE, per il 16-69% della popolazione ha evidenziato il superamento dell'assunzione giornaliera tollerabile per deossinivalenolo-15-glucuronide (DON) e l'1% per ocratossina A (OTA).

### WBE e metalli pesanti e/o metalloidi

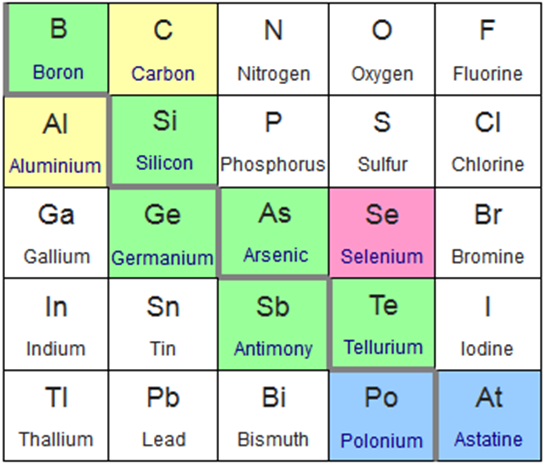
Estratto della tavola periodica che mostra gli elementi comunemente riconosciuti come metalloidi (ombreggiatura verde: B, Si, Ge, As, Sb, Te); irregolarmente (blu: Po, At); meno comunemente (rosa: Se); e raramente (giallo: C, Al).

L'epidemiologia basata sulle acque reflue (WBE) è stata suggerita e utilizzata come nuovo approccio per determinare con precisione l'entità dell'esposizione a più sostanze a livello di popolazione; i metalli pesanti e metalloidi notoriamente sono dannosi per la salute umana a causa dei loro effetti tossici, genotossici e cancerogeni. Normalmente il biomonitoraggio umano (HBM) è il metodo di campionamento usato, però questo metodo ha diversi limiti, tra cui invasività, bias di campionamento, intensità di costi e tempi e questioni etiche. L'uso della WBE consentirebbe l'interpretazione della relazione tra l'esposizione ai metalli e la salute della popolazione, rivelerebbe effetti sinergici di diversi fattori di salute e modellizzerebbe i rischi per la salute pubblica in diversi scenari.
Una ricerca cinese ha mostrato che l'arsenico è identificato come l'inquinante più importante tra i cinque metalli pesanti ricercati (Hg, Cd, Cr(VI), Pb e As); per entrambi i valori di quoziente di pericolo (HQ) <1 e per il rischio cancerogeno (CR), indicando rischi per la salute potenzialmente nocivi per la popolazione locale.

### WBE e pesticidi

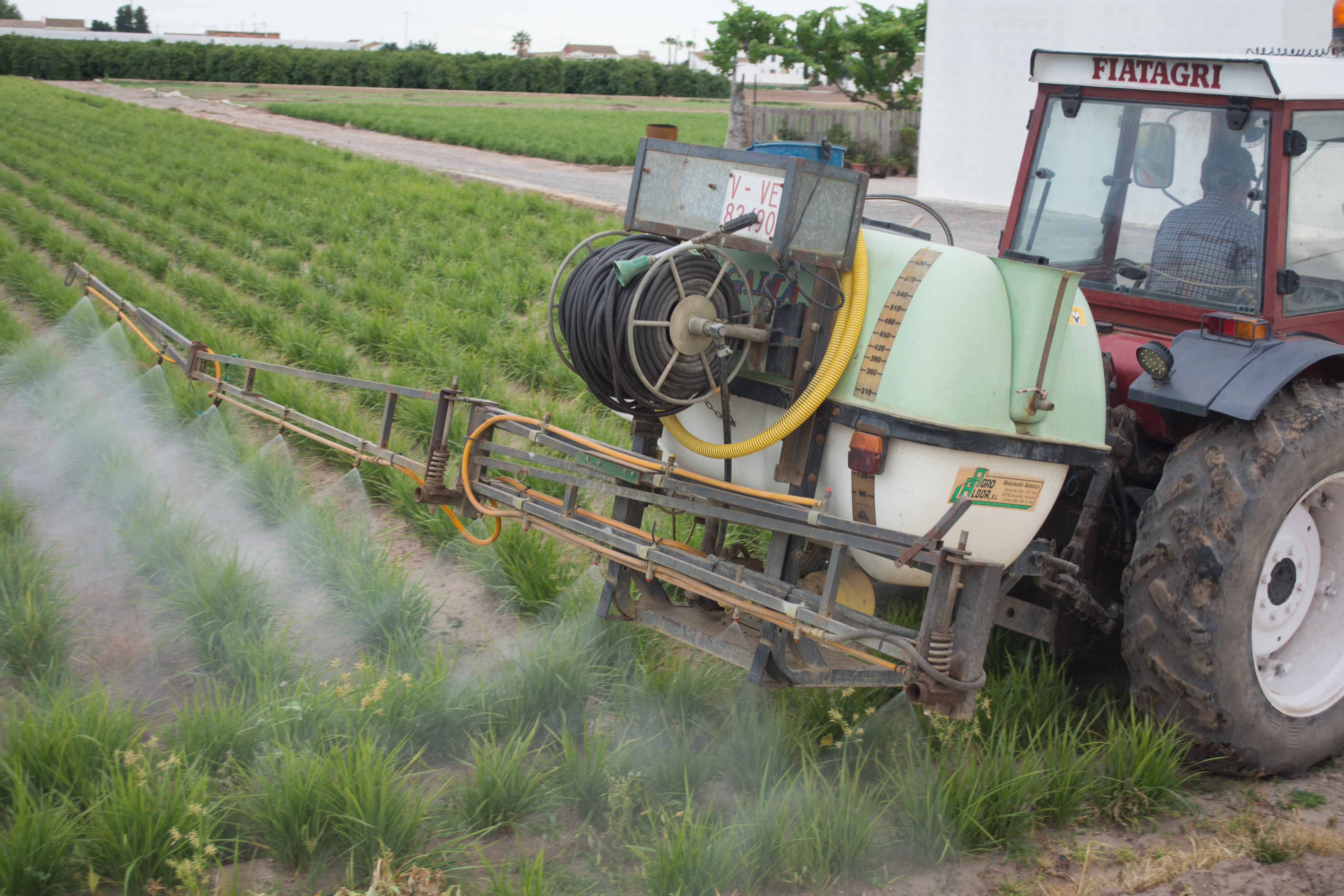
Applicazioni agricole di insetticidi

I pesticidi offrono molti vantaggi per l'umanità e l'agricoltura, ma allo stesso tempo rappresentano un potenziale rischio per la salute umana a causa della loro diffusione e per l'elevata attività biologica; un grande sforzo è rivolto allo studio della relazione tra il loro uso diffuso e gli effetti sull'uomo. L'epidemiologia basata sulle acque reflue (WBE) è un approccio alternativo al classico biomonitoraggio umano (HBM) (ricerca sul singolo individuo), essa ed è incentrata sull'analisi chimica dei biomarcatori dell'esposizione (pesticida) nelle acque reflue urbane. Questo metodo può fornire informazioni oggettive in tempo reale sugli xenobiotici ingeriti direttamente o indirettamente da una popolazione.
Una ricerca francese grazie alla WBE ha ricercato 4 classi di pesticidi (organoclorurati (clordecone), triazine, organofosfati e piretroidi), utilizzati da una popolazione in modo intenzionale e non intenzionale; fornendo informazioni oggettive in tempo reale sugli xenobiotici a cui una popolazione è esposta direttamente o indirettamente. Un più ampio studio condotto in città europee ha ricercando tre classi di pesticidi: triazine, organofosfati e piretroidi. I risultati hanno indicato che i carichi di massa (mg / giorno / 1 000 abitanti) erano più alti per gli organofosfati e più bassi per le triazine. I minori carichi di massa si sono avuti a Utrecht e Oslo, mentre a Castellón, Milano, Copenaghen e Bristol si sono trovati più alti carichi di massa di piretroidi mentre ancora a Castellón, Bristol e Zurigo si sono trovati i più alti carichi di massa per gli organofosfati.
Uno studio italiano indica che le assunzioni di piretroidi misurate in sei città confrontate con la dose giornaliera accettabile (DGA) ha determinato che alcune delle popolazioni esaminate potrebbero affrontare rischi significativi per la salute.

## Utilizzi mirati in corso di epidemie
L'utilizzo dei dati di sorveglianza delle acque reflue è basato sullo stato attuale delle conoscenze, essi sono in grado di fornire in caso di epidemie:
1. Le tendenze delle infezioni totali a livello di città e/o comprensorio cittadino servito.
2. L'indicatore principale per una potenziale infezione che aumenta in seguito alla riapertura delle comunità.
3. Un allarme preventivo per informare i decisori sulle misure di confinamento (richiusura), in particolare per le strutture ad alto rischio.
4. Il monitoraggio complessivo dell'evoluzione del virus e dell'origine globale all'emergenza.

Secondo un documento del Centers for Disease Control and Prevention (CDC) di Atlanta sono possibili in concreto usi mirati in ambienti definiti ad alto rischio quali:
- Università[2][48][105][106]
- Prigioni[107] e/o RSA[108]
- Strutture di trasformazione alimentare[109] come i mattatoi.[110][111][112]

Il CDC raccomanda altresì di collaborare con l'Agenzia statunitense per la protezione dell'ambiente (EPA) per la standardizzazione e per definire le raccomandazioni per i casi d'uso previsti: p.e. impianti di trattamento, università, case di cura, ecc.

### Riviste
- Zhugen Yang, Gaolian Xu, Julien Reboud, Barbara Kasprzyk-Hordern e Jonathan M. Cooper, Monitoring Genetic Population Biomarkers for Wastewater-Based Epidemiology, in Analytical Chemistry, vol. 89, n. 18, 2017,  pp. 9941–9945, DOI:10.1021/acs.analchem.7b02257, ISSN 0003-2700 (WC · ACNP).
- Assress HA, Selvarajan R, Nyoni H, Ntushelo K, Mamba BB, Msagati TAM, Diversity, Co-occurrence and Implications of Fungal Communities in Wastewater Treatment Plants, in Sci Rep, vol. 9, n. 1, ottobre 2019,  p. 14056, DOI:10.1038/s41598-019-50624-z, PMC 6773715, PMID 31575971. URL consultato il 19 settembre 2020.
- David O. Carpenter, Stefania Salvatore, Jørgen Gustav Bramness, Malcolm J. Reid, Kevin Victor Thomas, Christopher Harman e Jo Røislien, Wastewater-Based Epidemiology of Stimulant Drugs: Functional Data Analysis Compared to Traditional Statistical Methods, in PLOS ONE, vol. 10, n. 9, 2015,  pp. e0138669, DOI:10.1371/journal.pone.0138669, ISSN 1932-6203 (WC · ACNP).
- Zarei S, Salimi Y, Repo E, Daglioglu N, Safaei Z, Güzel E, Asadi A, A global systematic review and meta-analysis on illicit drug consumption rate through wastewater-based epidemiology, in Environ Sci Pollut Res Int, vol. 27, n. 29, ottobre 2020,  pp. 36037–36051, DOI:10.1007/s11356-020-09818-6, PMID 32594443. URL consultato il 19 settembre 2020.
- Atamaleki A, Yazdanbakhsh A, Fakhri Y, Mahdipour F, Khodakarim S, Mousavi Khaneghah A, The concentration of potentially toxic elements (PTEs) in the onion and tomato irrigated by wastewater: A systematic review; meta-analysis and health risk assessment, in Food Res. Int., vol. 125, novembre 2019,  p. 108518, DOI:10.1016/j.foodres.2019.108518, PMID 31554079. URL consultato il 19 settembre 2020.
- Rousis NI, Gracia-Lor E, Zuccato E, Bade R, Baz-Lomba JA, Castrignanò E, Causanilles A, Covaci A, de Voogt P, Hernàndez F, Kasprzyk-Hordern B, Kinyua J, McCall AK, Plósz BG, Ramin P, Ryu Y, Thomas KV, van Nuijs A, Yang Z, Castiglioni S, Wastewater-based epidemiology to assess pan-European pesticide exposure, in Water Res., vol. 121, settembre 2017,  pp. 270–279, DOI:10.1016/j.watres.2017.05.044, PMID 28554112. URL consultato il 19 settembre 2020.
- Wang H, Liu ZH, Zhang J, Huang RP, Yin H, Dang Z, Human exposure of bisphenol A and its analogues: understandings from human urinary excretion data and wastewater-based epidemiology, in Environ Sci Pollut Res Int, vol. 27, n. 3, gennaio 2020,  pp. 3247–3256, DOI:10.1007/s11356-019-07111-9, PMID 31838679. URL consultato il 19 settembre 2020.
- Orive G, Lertxundi U, Barcelo D, Early SARS-CoV-2 outbreak detection by sewage-based epidemiology, in Sci. Total Environ., vol. 732, agosto 2020,  p. 139298, DOI:10.1016/j.scitotenv.2020.139298, PMC 7207139, PMID 32417555. URL consultato il 19 settembre 2020.
- Mao K, Zhang H, Yang Z, Can a Paper-Based Device Trace COVID-19 Sources with Wastewater-Based Epidemiology?, in Environ. Sci. Technol., vol. 54, n. 7, aprile 2020,  pp. 3733–3735, DOI:10.1021/acs.est.0c01174, PMC 7099676, PMID 32202421. URL consultato il 19 settembre 2020.
- Irene Xagoraraki, Can We Predict Viral Outbreaks Using Wastewater Surveillance?, in Journal of Environmental Engineering, vol. 146, n. 11, American Society of Civil Engineers (ASCE), 2020,  p. 01820003, DOI:10.1061/(asce)ee.1943-7870.0001831, ISSN 0733-9372 (WC · ACNP).

### Testi
- Clean Water: What is Acceptable Microbial Risk? This report is based on a colloquium, sponsored by the American Academy of Microbiology, convened October 6-8, 2006, in Tucson, Arizona. Washington (DC): American Society for Microbiology; 2007. PMID 32809301.
- Microbes in Pipes (MIP): The Microbiology of the Water Distribution System. Washington (DC): American Society for Microbiology; 2013. PMID 32809306.
- Giusy Lofrano, Emerging Compounds Removal from Wastewater: Natural and Solar Based Treatments, Springer Science & Business Media, 31 marzo 2012, ISBN 978-94-007-3915-4.
- (EN) Elvis Fosso-Kankeu (Editor), Nano and Bio-Based Technologies for Wastewater Treatment: Prediction and Control Tools for the Dispersion of Pollutants in the Environment |, su wiley.com, Wiley, 2019. URL consultato il 22 settembre 2020.
- Márcia Dezotti, Geraldo Lippel, João Paulo Bassin, Advanced Biological Processes for Wastewater Treatment |, su link.springer.com, SpringerLink, 2019. URL consultato il 22 settembre 2020.
- G. H. Chen, Biological Wastewater Treatment, London, IWA Publishing, 2020, ISBN 978-1-78906-036-2, OCLC 1162139150.
- Bikram Subedi, Daniel E. Burgard, Daniel A. Burgard, Bommanna G. Loganathan, Wastewater-Based Epidemiology: Estimation of Community Consumption of Drugs and Diets, American Chemical Society, 25 agosto 2020, ISBN 978-0-8412-3441-3.
- Jeremy Prichard, Wayne Hall, Paul Kirkbride, Jake O'Brien, Wastewater Analysis for Substance Abuse Monitoring and Policy Development, CRC Press, 5 novembre 2020,  p. 31, ISBN 978-0-429-65524-1.
- Guibin Jiang e Xiangdong Li, A New Paradigm for Environmental Chemistry and Toxicology: From Concepts to Insights, Springer, 9 agosto 2019,  p. 112, ISBN 9789811394478.
- Manish Kumar, Francisco Munoz-Arriola, Hiroaki Furumai, Tushara Chaminda, Resilience, Response, and Risk in Water Systems: Shifting Management and Natural Forcings Paradigms, Springer Nature, 11 luglio 2020, ISBN 9789811546686.
- Adam Jon Gushgari, Tracking Chemical Indicators of Public Health in the Urban Water Environment, Arizona State University, 2018.

### Letteratura grigia
- (EN) Claudio Ternieden, CDC and EPA Wastewater Based Epidemiology (WBE) Program: Building a Surveillance Program Based on Wastewater Sampling (PPT), su wef.org,  p. 17. URL consultato il 22 settembre 2020.
- (EN) Improving Public Health Through -Smart Sanitation and Digital Water
- (EN) SARS-CoV-2 / COVID-19 Wastewater Testing, su bio-rad.com, Bio-Rad Laboratories, 16 marzo 2020. URL consultato il 4 maggio 2021.